# Península de Kowloon
La península de Kowloon (en chino tradicional, 九龍半島; en chino simplificado, ]:九龙半岛; pinyin, Jǐulǒng Bàndǎo) es una península que forma la parte sur de la masa principal del territorio de Hong Kong. La península de Kowloon y el área de Nueva Kowloon se conocen colectivamente como Kowloon.
Geográficamente, el término "península de Kowloon," también puede referirse a la zona sur de las sierras de Beacon Hill, Lion Rock, Cairn Tate, Kowloon Peak, etc. La península comprende cinco de los dieciocho distritos de Hong Kong. Kowloon Bay está ubicado al noreste de la península.

## Geología
El principal tipo de roca de la península consiste en un monzogranito biotita de grano fino con algunos afloramientos de granito fino.

## Historia
Antes del establecimiento de los límites reales de Kowloon, la península de Kowloon fue uno de los primeros destinos para escapar durante la época dinástica de China. En 1287, el último emperador de la dinastía Song, el emperador Bing estaba huyendo del líder mongol Kublai Kan que tomo refugio en una cueva en la península de Kowloon. En el año 1600, después de la caída de la dinastía Ming, muchos de los seguidores del emperador también encontraron refugio en la península de Kowloon para esconderse de los manchúes.
Históricamente hablando, la península de Kowloon se refiere a los territorios cedidos de Kowloon en 1860 como parte de la Convención de Pekín, pero geográficamente cubre la totalidad sur de las sierras de Lion Rock, y Kowloon Peak y otros cerros.